# Aeroportul Kumamoto
Aeroportul Kumamoto (IATA: KMJ, ICAO: RJFT) este un aeroport din Mashiki, Kamimashiki district⁠(d), Prefectura Kumamoto, Japonia ce deservește zona Kumamoto. Aeroportul a fost tranzitat în 2023 de 3.241.876 de pasageri. A fost deschis în 1960 și numit după zona deservită.
Situat la o altitudine de 193 m, aeroportul dispune de 1 pistă. Este operat de Kyushu Kumamoto International Airport⁠(d).

## Infrastructură

### Piste
Eroare Lua în Modul:Runway la linia 26: attempt to concatenate local 'surface' (a nil value)